# Around the World
Around the World je první skladba na veleúspěném Californication od Red Hot Chili Peppers (druhý single) a pro své prominentní místo se dokonale hodí.
Píseň začíná hrou na basovou kytaru, pak hlasitým výkřikem, následuje nastupuje text ve stylu funky rap, potom přijde uvolněný refrén.